# The Karelian Isthmus
The Karelian Isthmus  (рус. Карельский перешеек) — дебютный студийный альбом финской дэт-дум-метал-группы Amorphis, записанный в 1992 году.

## Об альбоме
В 2003 году альбом был переиздан, в новую версию альбома вошли также композиции с EP Privilege of Evil. Основная тематика песен — сюжеты из карело-финской и скандинавской мифологии.

## Список композиций
| №   | Название                               | Длительность |
| --- | -------------------------------------- | ------------ |
| 1.  | «Karelia»                              | 0:43         |
| 2.  | «The Gathering»                        | 4:12         |
| 3.  | «Grail's Mysteries»                    | 3:02         |
| 4.  | «Warriors Trial»                       | 5:04         |
| 5.  | «Black Embrace»                        | 3:38         |
| 6.  | «Exile of the Sons of Uisliu»          | 3:43         |
| 7.  | «The Lost Name of God»                 | 5:32         |
| 8.  | «The Pilgrimage»                       | 4:39         |
| 9.  | «Misery Path»                          | 4:17         |
| 10. | «Sign from the North Side»             | 4:54         |
| 11. | «Vulgar Necrolatry (Abhorrence cover)» | 4:21         |

### Бонус композиции (2003 переиздание)
2003 переиздание также показывает песни от «Privilege of Evil» EP.
| №   | Название                   | Длительность |
| --- | -------------------------- | ------------ |
| 12. | «Pilgrimage from Darkness» | 4:32         |
| 13. | «Black Embrace»            | 3:25         |
| 14. | «Privilege of Evil»        | 3:50         |
| 15. | «Misery Path»              | 4:17         |
| 16. | «Vulgar Necrolatry»        | 3:58         |
| 17. | «Excursing from Existence» | 3:06         |

## Участники записи
- Томи Койвусаари — вокал, электрогитара, шестиструнная акустическая гитара
- Эса Холопайнен — электрогитара, двенадцатиструнная акустическая гитара
- Ян Рехбергер — ударные, клавишные
- Олли-Пекка Лайне — бас-гитара